# Xã McAlmond, Quận Mountrail, Bắc Dakota
Xã McAlmond (tiếng Anh: McAlmond Township) là một xã thuộc quận Mountrail, tiểu bang Bắc Dakota, Hoa Kỳ. Năm 2010, dân số của xã này là 34 người.